# Naturschutzgebiet Üfter-, Rüster- und Emmelkämper Mark
Koordinaten: 51° 43′ 57″ N, 6° 54′ 52″ O

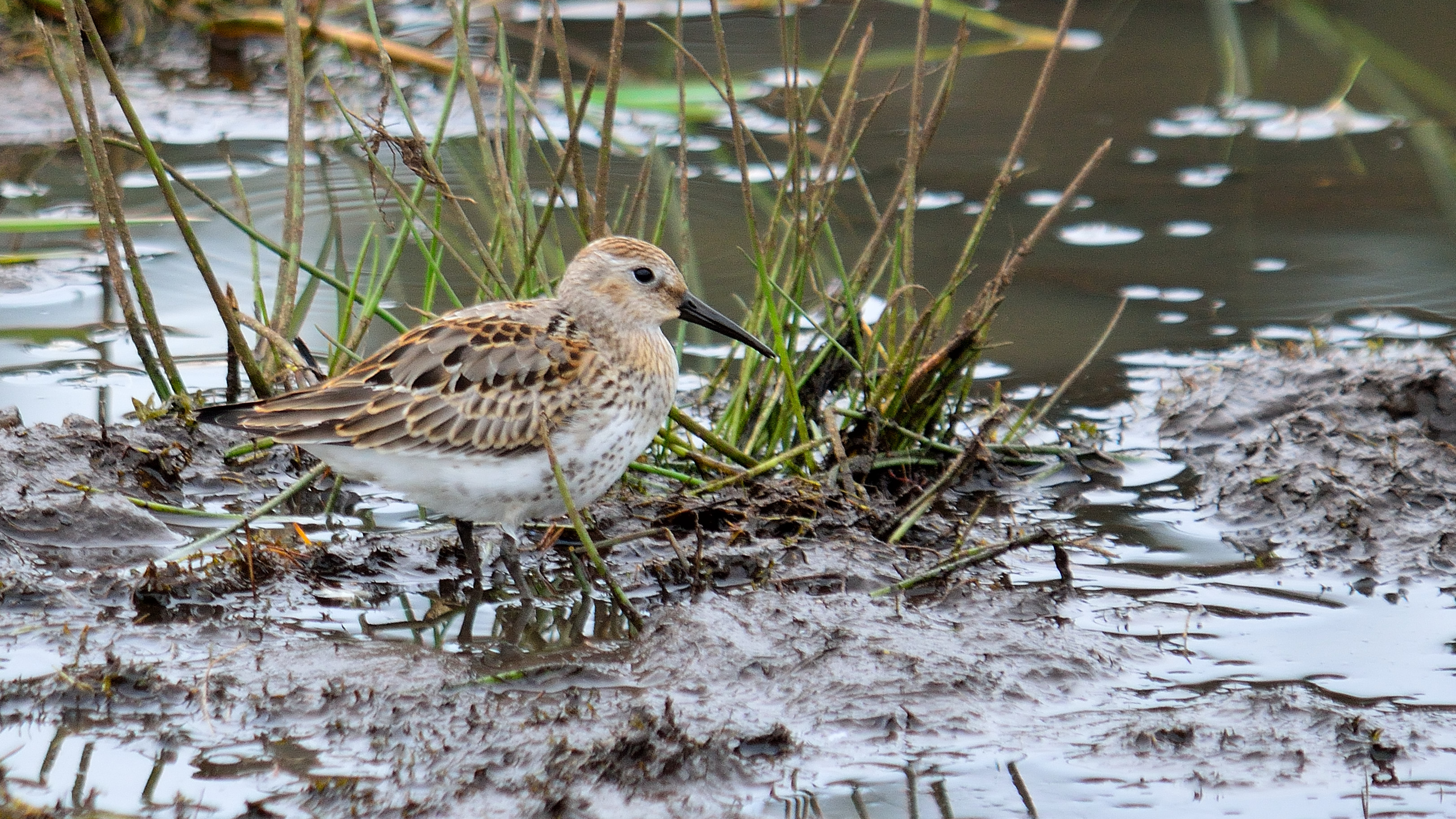
Alpenstrandläufer (Calidris alpina) im Naturschutzgebiet Üfter-, Rüster- und Emmelkämper Mark (September 2016)

Das Naturschutzgebiet Üfter-, Rüster- und Emmelkämper Mark liegt auf dem Gebiet der Gemeinde Schermbeck im Kreis Wesel in Nordrhein-Westfalen.
Das Gebiet erstreckt sich nordöstlich des Kernortes Schermbeck. Hindurch verlaufen die A 31 und die B 224. Am südlichen Rand verläuft die B 58, westlich und südlich die Landesstraße L 607. Südlich fließt die Lippe.

## Bedeutung
Für Hamminkeln ist seit 1995 ein 1060,11 ha großes Gebiet unter der Kenn-Nummer WES-059 als Naturschutzgebiet ausgewiesen. Das Gebiet wurde unter Schutz gestellt zur Herstellung und Wiederherstellung von Lebensgemeinschaften und Biotopen trockener Heiden und beerstrauchreicher Waldbestände.